# Pedro Rollán Ojeda
Pedro Manuel Rollán Ojeda ([ˈpeðɾo maˈnwɛl roˈʝan oˈxeða]), né le 21 mars 1969 à Madrid, est un homme politique espagnol, membre du Parti populaire (PP). Il est président du Sénat depuis 2023.
Après une carrière dans le secteur privé, il est élu en 2007 maire de Torrejón de Ardoz. Il est réélu à deux reprises, réalisant en 2011 le meilleur résultat d'un maire d'une commune de plus de 50 000 habitants.
Il entre au gouvernement de la communauté de Madrid en 2015 comme conseiller aux Transports, puis il devient conseiller à l'Environnement en 2017. En 2018, il devient le numéro deux de l'exécutif, ce qui le fait accéder à la présidence de la communauté autonome en 2019 à titre intérimaire à la suite de la démission d'Ángel Garrido.
Il est élu sénateur lors des élections de novembre 2019 et devient président du Sénat à la suite des élections de 2023.

## Biographie

### Vie privée
Pedro Manuel Rollán Ojeda naît le 21 mars 1969 à Madrid. Il est marié et père de deux enfants.

### Carrière
Pedro Rollán est titulaire d'un master en marketing, obtenu à l'école supérieure des études de marketing, d'un master en administration et direction des entreprises, et un master en direction et administration publiques. Cependant, ses deux premiers masters ne figurent pas sur sa fiche biographique du Sénat, car ils ont été délivrés par un établissement non-accrédité, ce que révèle ElDiario.es en août 2025.
Il travaille comme directeur commercial de la zone centre de Schweppes Espagne entre 1995 et 2003.

### Maire de Torrejón de Ardoz
Membre du Parti populaire (PP) depuis 1994, il est désigné président de la section de Torrejón de Ardoz en 2003. Cette même année, il est élu conseiller municipal de la ville.
Lors des élections municipales du 27 mai 2007, il est tête de liste du PP et remporte une victoire historique en obtenant la majorité absolue au conseil municipal de cette commune traditionnellement de gauche. Il remporte deux autres majorités absolues, en 2011 et en 2015. Lors du scrutin de 2011, il réalise le meilleur résultat dans une commune de plus de 50 000 habitants avec 68,5 % des suffrages exprimés.
Son premier mandat est marqué par une controverse, lorsqu'il décide de modifier les règles de la domiciliation administrative afin d'interdire aux étrangers en situation irrégulière de s'inscrire au registre des habitants de la commune, ce qui conduit à une baisse de 56 % du nombre d'étrangers inscrits. Il renonce à cette mesure en 2010 en raison d'un avis défavorable émis par les services juridiques de l'État.

### Membre du gouvernement régional de Madrid
Pour les élections régionales du 24 mai 2015, il est investi candidat à l'Assemblée de Madrid en 26e position sur la liste conduite par Cristina Cifuentes.
Bien que réélu maire, Pedro Rollán démissionne dès le mois de juin 2015 pour intégrer le gouvernement régional de la communauté de Madrid en qualité de conseiller aux Transports, au Logement et aux Infrastructures dans l'exécutif de Cristina Cifuentes. Lors d'un remaniement opéré en septembre 2017, il devient conseiller à l'Environnement, à l'Administration locale et à l'Aménagement du territoire en remplacement de Jaime González Taboada, mis en cause dans l'affaire Púnica. Parallèlement, il est désigné en mars 2017 président du comité électoral du Parti populaire de Madrid, dont Cristina Cifuentes vient de prendre la présidence.
Lorsque Ángel Garrido prend la succession de Cristina Cifuentes en mai 2018, il fait de Pedro Rollán « l'homme fort » de son gouvernement en tant que vice-président, conseiller à la Présidence et porte-parole.
Le 11 avril 2019, Pedro Rollán devient président de la communauté de Madrid par intérim en sa qualité de vice-président du conseil de gouvernement de la communauté autonome. Il prend la suite à titre temporaire d'Ángel Garrido, démissionnaire afin de se présenter aux élections européennes du 26 mai. Il conserve ses responsabilités de conseiller à la Présidence et porte-parole du gouvernement. 
Aux élections régionales du 26 mai suivant, il occupe la 5e place sur la liste du PP, conduite par Isabel Díaz Ayuso. Ayuso est élue pour lui succéder, comme présidente de plein exercice, le 14 août suivant. Elle ne le reconduit pas dans son premier gouvernement.

### Président du Sénat
Dans la perspective des élections générales anticipées du 10 novembre 2019, le Parti populaire investit Pedro Rollán comme candidat au Sénat, en deuxième position sur sa liste, derrière Pío García-Escudero et devant Paloma Adrados. Il est effectivement élu à la chambre haute des Cortes Generales avec 1 142 955 voix, soit le deuxième meilleur résultat de la circonscription de Madrid. En avril 2022, le nouveau président du Parti populaire Alberto Núñez Feijóo le nomme membre du comité de direction en qualité de vice-secrétaire général délégué à la Coordination autonomique et locale.
Aux élections générales du 23 juillet 2023, il est réélu sénateur avec 1 450 671 voix, réalisant le meilleur résultat de la circonscription de Madrid. Il est ensuite choisi par Alberto Núñez Feijóo, comme candidat à la présidence du Sénat pour la XVe législature. Le 17 août, il est effectivement élu président du Sénat par 142 voix favorables et 114 bulletins blancs.